# لوشيوس كوينكتيوس سنسيناتوس
لوشيوس كوينكتيوس سنسيناتوس أو لُوسِيُوس كوينكتيوس سنسيناتوس (519 - 430 ق.م) (باللاتينية: Lucius Quinctius Cincinnatus) هو قائد روماني، عاش حياة طويلة لا يعرف عنها الكثير باستثناء أنه لما كان في حوالي الستين من عمره استقال من منصبه الرفيع، واستُدعي لإِنقاذ بلاده في حربها مع شعب إيكوي أوتاني الذي يقيم في لاتيوم. ووجده الوفد الذي أُرسل لمقابلته في الحقل يحرث مزرعته الصغيرة، فرجاه قبول منصب الدكتاتور.
تمتم لوشيوس كوينكتيوس سنسيناتوس بعبارات حول انسحابه من الحياة العامة، وأن عليه أولاً أن يُنهي حراثة حقله، ولما غابت الشمس عاد إلى كوخه المتواضع، وتناول بعض السلاح من على الجدار، وسار مع الوفد إلى روما، وهناك رضي بتسلم المنصب مشترطاً بوضوح أن يكون ذلك مؤقتا. بعدها قاد الجيش، وانتصر في مهمته عام 458 ق.م وعلى الفور استقال من منصبه، وعاد إلى مزرعته، ولم يكن قد مرَّ أسبوعان على زيارة الوفد له. وبعد سنين عدة استُدعي مجددا لإنقاذ البلاد، فسحق ثورة وهو في الثمانين من عمره. وراحت الأجيال اللاحقة تستشهد بحياته البسيطة كنموذج لما ينبغي أن يكون عليه كل روماني.

## حياته الشخصية
ولد لوشيوس كولانتيوس في القرن الثالث قبل الميلاد في عائلة أرستقراطية رومانية ثرية، ويعتقد أنه كان ينحدر من أسرة من بطارقة الروم ذات النفوذ في روما.
على الرغم من عدم وجود الكثير من المعلومات المتاحة عن حياته الأولية، إلا أنه يعتقد أن كولانتيوس قد تلقى تدريبًا عسكريًا شاملاً في صغره، وقد اكتسب مهارات عسكرية عالية وخبرة كبيرة في مجال القيادة والتخطيط العسكري.
بعد تدريبه وخدمته في الجيش الروماني، تم تعيين كولانتيوس قائدًا للجيش في العديد من المعارك الهامة والحروب في الفترة التي تلت ذلك. ويعتقد أنه قاد الجيش الروماني إلى الانتصار في العديد من المعارك المهمة، بما في ذلك حملة الحروب الصليبية ضد الفرس ومعاركه مع قبائل الجرمان في شمال أوروبا.
علاوة على ذلك، كان لكولانتيوس دور بارز في الحياة السياسية والثقافية في روما. فقد تمتع بنفوذ كبير وكان معروفًا بصلابته وثباته في الرأي، وكان يتحدث بصراحة فيما يتعلق بالقضايا السياسية والاجتماعية في روما.
توفي كولانتيوس في وقت ما في القرن الثالث قبل الميلاد، وقد ترك وراءه إرثًا هامًا في التاريخ الروماني، بما في ذلك تكتيكات الحرب الجديدة التي طورها ونجاحاته العسكرية والسياسية.

## حياته العسكرية
لوشيوس كولانتيوس كان جنرالًا رومانيًا مشهورًا في القرن الثالث قبل الميلاد، وقد خدم في الجيش الروماني لفترة طويلة. وكان يتميز بمهارات عسكرية عالية وقدرات قيادية استثنائية، مما جعله يتمتع بشعبية كبيرة في الجيش والشعب الروماني.
خلال حياته العسكرية، شارك كولانتيوس في العديد من المعارك الهامة والحروب، وكان له دور كبير في نجاح الجيش الروماني في هذه المعارك. ومن بين أبرز المعارك التي شارك فيها كولانتيوس، معركة "بانورموس" في عام 207 قبل الميلاد، والتي كانت إحدى أهم معارك الحروب البونيقية، ونجح فيها كولانتيوس في هزيمة القوات البونيقية.
كما شارك كولانتيوس في الحرب الجزائرية، وتميز في هذه الحرب بقيادته العسكرية الفعالة والتكتيكات المبتكرة التي استخدمها في المعارك. وعرف كولانتيوس أيضًا بمشاركته في حرب روما السامية ضد السامنيين، وكان له دور كبير في نجاح الجيش الروماني في هذه الحرب.
بعد نهاية خدمته العسكرية، انتقل كولانتيوس إلى الحياة السياسية، حيث شغل مناصب عليا في الحكومة الرومانية، وكان له دور مهم في إدارة الشؤون العامة في البلاد. ولقد ترك كولانتيوس إرثًا عسكريًا وسياسيًا هائلًا، ومن المؤكد أنه أحد الشخصيات التي أسهمت في تأسيس الإمبراطورية الرومانية.

## النشاط السياسي

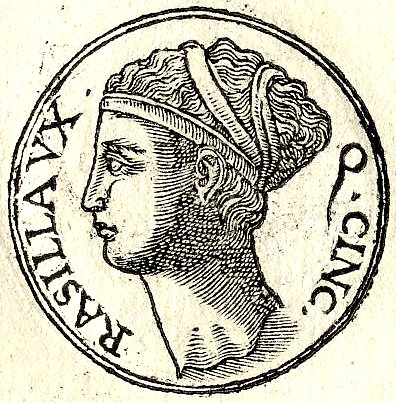
راسيليا زوجة سنسيناتوس.

بالرغم من أن الجنرال لوشيوس كولانتيوس كان شخصية عسكرية، إلا أن له أيضًا نشاط سياسي بارز. فقد شغل عدة مناصب في الحكومة الرومانية، وقد أثبت نفسه كأحد القادة السياسيين الأكثر كفاءة في عصره.
وفي عام 261 قبل الميلاد، تم تعيين كولانتيوس ليكون القائد العسكري لمدينة روما. وبفضل قدراته الاستثنائية وشجاعته، تمكن من الدفاع عن المدينة وصد هجمات العدو. وكانت هذه الفترة الأولى لكولانتيوس في السياسة.
ثم تم اختياره ليكون أحد الأعضاء في الحكومة الرومانية، حيث شغل منصب الكونسول لفترتين متتاليتين (كونسول عام 258 قبل الميلاد وكونسول عام 250 قبل الميلاد). وقد قاد كولانتيوس حملة سياسية قوية ضد النخبة الرومانية الفاسدة، وعمل على تحسين حياة المواطنين العاديين.
بعد عدة سنوات، عاد كولانتيوس إلى الجيش مرة أخرى، حيث شغل منصب القائد العسكري في العديد من المعارك الهامة، بما في ذلك معركة أوستا في عام 260 قبل الميلاد. وفي نهاية المطاف، تم تعيينه كحاكم لإقليم جاليا.
وقد أثبت الجنرال كولانتيوس نفسه كشخصية محترمة ونزيهة في السياسة، وقاد حياة عسكرية وسياسية حافلة بالنجاحات. وتميز بالقدرة على إدارة الأمور بكفاءة والعمل على تحسين حياة المواطنين. ومن المؤكد أن تأثيره سياسياً لا يزال موجوداً حتى يومنا هذا.

## عائلته
لا يوجد الكثير من المعلومات عن عائلة لوسيوس كولانتيوس. ومع ذلك، يُعتقد أنه كان ينتمي إلى عائلة نبيلة في روما وربما كانت لديها اتصالات واسعة في السلطة الرومانية.
كما أنه من المحتمل أن تكون له علاقات عسكرية وسياسية قوية، حيث يعتقد بأنه تدرب في الجيش الروماني وتقدم في الرتب في وقت مبكر. ومن الممكن أن يكون والده أو جده كانوا جنرالات رومانيين سابقين، ولذلك كانت لديه الخبرة اللازمة لتولي القيادة في الجيش. ومع ذلك، لا يمكن التأكد من هذه النظرية بشكل كامل بسبب عدم وجود مصادر موثوقة.

## تأثيره على الثقافة الشعبية
على الرغم من ان تأثيره على الثقافة الشعبية لم يكن بالقدر الذي تركه علماء آخرون، إلا أنه بالتأكيد كان له تأثير على التاريخ الروماني والثقافة الشعبية فيما بعد.
واحد من أهم الأحداث التي شكلت التأثير الشعبي لكولانتيوس هو تمثيله في الكثير من الأعمال الفنية، مثل الأفلام والألعاب والرسوم المصورة. كما أنه قد ظهر كشخصية في الأدب الروماني والقصص التاريخية، مما أسهم في الحفاظ على تراثه.
ويُذكر أنّ لوسيوس كولانتيوس تميز بشجاعته وقوته العسكرية الاستثنائية، وهذا الأمر أثّر على الثقافة الشعبية بشكل كبير، حيث كان يعتبر القوة والشجاعة مفتاح النجاح في مختلف الحيوات، سواء في الحرب أو في الحياة اليومية. وقد أصبح لوسيوس كولانتيوس رمزًا للقوة والشجاعة في الفن والثقافة الشعبية، مما يعكس تأثيره الكبير على المجتمع.

## الإرث
يرتبط إرث الجنرال الروماني لوشيوس كولانتيوس بشكل وثيق بتأثيره العسكري والسياسي في الإمبراطورية الرومانية. فقد كانت خدمته العسكرية مليئة بالنجاحات، حيث قاد جيش الرومان إلى الانتصار في العديد من المعارك الهامة. ومن أهم مساهماته العسكرية الاستيلاء على مدينة تارنتوم في إيطاليا وانتصاراته الكبرى ضد قبائل الإيليريين في البلقان.
بالإضافة إلى إرثه العسكري، يعتبر كولانتيوس أيضًا من المؤسسين لتقاليد الأساطير الرومانية والثقافة الشعبية، حيث أنه كان يشتهر بقصصه الشعبية والأساطير التي تدور حوله وحول أفعاله الشجاعة في المعارك. وكان يعتبر بطلاً شعبيًا في روما القديمة.
علاوة على ذلك، كانت شخصية كولانتيوس مصدر إلهام للفنانين والكتاب في جميع أنحاء العالم، حيث تم تصويره في العديد من الأفلام والروايات والأعمال الفنية المختلفة.
بصفته شخصية تاريخية بارزة، تظل إرث كولانتيوس محط إهتمام العديد من الدراسات والأبحاث حتى اليوم، وهو يمثل جزءاً لا يتجزأ من تاريخ الإمبراطورية الرومانية وتراثها الثقافي.